# Uniontown, Kansas
Uniontown là một thành phố thuộc quận Bourbon, tiểu bang Kansas, Hoa Kỳ. Năm 2010, dân số của xã này là 272 người.

## Dân số
Dân số các năm:
- Năm 2000: 288 người
- Năm 2010: 272 người